# Lycée du couvent St Joseph (Bombay)
Le lycée du couvent St Joseph de Vile Parle, à Bombay, en Inde, est une école pour filles. C'est une institution qui relève de la congrégation religieuse des Sœurs de Saint Joseph de Tarbes, en France.

## Personnalité liée
- Dimple Kapadia, actrice du cinéma indien[2].